# 동대문구 (1950년 선거구)
동대문구는 대한민국의 옛 국회의원 선거구였다. 당시 서울특별시 동대문구 전역을 관할했다.

## 역사
제2대 국회의원 선거를 앞두고 동대문구 갑 선거구와 동대문구 을 선거구가 통합되면서 신설되었다.
제4대 국회의원 선거를 앞두고 동대문구 선거구가 갑, 을로 분구되면서 폐지되었다.

## 역대 국회의원
| 선거   | 정당 | 정당   | 의원   |
| ------ | ---- | ------ | ------ |
| 1950년 |      | 무소속 | 장연송 |
| 1954년 |      | 무소속 | 민관식 |

## 역대 선거 결과

### 대한민국 제2대 국회의원 선거
|  | 36.41% |

|  | 20.17% |

|  | 17.84% |

|  | 13.22% |

|  | 12.33% |

|  | 0% |

|  | 0% |

|  | 0% |

|  | 0% |

|  | 0% |

|  | 0% |

|  | 0% |

|  | 0% |

### 대한민국 제3대 국회의원 선거
|  | 23.45% |

|  | 20.50% |

|  | 17.24% |

|  | 13.81% |

|  | 12.90% |

|  | 7.77% |

|  | 2.55% |

|  | 1.74% |